# Anna Werblińska
Anna Katarzyna Werblińska z d. Barańska (ur. 14 maja 1984 w Świdnicy) – polska siatkarka, grająca na pozycji przyjmującej, reprezentantka kraju.

## Kariera
Kariera sportowa Anny Werblińskiej rozpoczęła się w Świdnicy. W 1999 roku trafiła do grupy Elżbiety Gaszyńskiej, która w tym czasie prowadziła zespół drugoligowej Polonii Świdnicy. W tym samym roku zdobyła z tą drużyną srebrny medal Mistrzostw Polski juniorek. W świdnickim zespole spędziła dwa lata. Z Polonii Werblińska przeniosła się do Wrocławia, gdzie od 2001 do 2005 roku grała w Gwardii. Na początku jej trenerem był Jacek Grabowski, którego później zastąpił Rafał Błaszczyk. W sezonie 2001/2002 i 2002/2003 wywalczyła z Gwardią 2. miejsce w Pucharze Polski (kolejno w Pile i w Bielsku-Białej). Również z tą samą drużyną zajęła 1. miejsce w Mistrzostwach Polski kadetek i 3. miejsce Mistrzostw Polski juniorek.
Od 2005 roku występowała w barwach Winiarów Kalisz, gdzie w sezonie 2004/2005 wywalczyła Mistrzostwo Polski. W sezonie 2006/2007 zdobyła z kaliskim zespołem złoty medal Mistrzostw Polski, a także została uznana najskuteczniejszą zawodniczką sezonu. Z Winiarami Kalisz wystąpiła również w Lidze Mistrzyń, a w sezonie 2007/2008 zdobyła 3. miejsce w Lidze Siatkówki Kobiet.
Anna Werblińska niejednokrotnie występowała w reprezentacji Polski kadetek i juniorek, odnosząc niemałe sukcesy. W 2001 roku zdobyła z drużyną srebrny medal ME i brązowy medal MŚ kadetek. W 2002 roku, tym razem z reprezentacją juniorek, sięgnęła po złoty medal ME a rok później po brązowy medal MŚ.
W 2006 roku trener Andrzej Niemczyk powołał ją do szerokiej kadry reprezentacji Polski. Jej debiut w reprezentacji seniorek miał miejsce podczas towarzyskich spotkań z drużyną z USA (26 maja) i Kanady (2 i 4 czerwca). Została również powołana na turniej w Volley Masters Montreux 2006. W kadrze rozegrała 126 spotkań (stan na 2014 rok).
2 września 2007 roku Zarząd Polskiego Związku Piłki Siatkowej postanowił odebrać zawodniczce licencję na grę w klubie.
W 2008 dołączyła do grona sportowców zaangażowanych w promocję marki Adidas w Polsce.
W 2009 roku wraz z reprezentacją Polski zdobyła brązowy medal Mistrzostw Europy rozgrywanych w Polsce. Przed turniejem, została nową kapitan polskiej reprezentacji. Jako jedna z liderek polskiej drużyny, walnie przyczyniła się do wywalczenia brązowego medalu. Została wybrana na Miss ME 2009, mając około 100.000 głosów (2., Agnieszka Bednarek, miała około 20.000 głosów).
W marcu 2010 wzięła udział w sesji do magazynu Playboy. Była pierwszą polską sportsmenką na okładce tego czasopisma
Jej managerem był Roberto Mogentale, mąż siatkarki Małgorzaty Glinki-Mogentale.

## Życie prywatne
Jej siostrą jest siatkarka Bogumiła Pyziołek. 19 czerwca 2010 roku wyszła za mąż za Sebastiana Werblińskiego. W lutym 2018 roku urodziła syna - Mikołaja. Wraz z mężem jeszcze wychowują córkę - Amelię (ur. w kwietniu 2022).

## Sukcesy klubowe
Mistrzostwa Polski Juniorek:
- 2001
- 2003

Mistrzostwa Polski Kadetek:
- 2002

Mistrzostwo Polski:
- 2007, 2010, 2014, 2015, 2016, 2017
- 2009, 2012
- 2006, 2008, 2011, 2013

Puchar Polski:
- 2007, 2009, 2014, 2016, 2017

Superpuchar Polski:
- 2007, 2010, 2011, 2014, 2015

Puchar CEV:
- 2013

## Sukcesy reprezentacyjne
Mistrzostwa Europy Kadetek:
- 2001

Mistrzostwa Świata Kadetek:
- 2001

Mistrzostwa Europy Juniorek:
- 2002

Mistrzostwa Świata Juniorek:
- 2003

Puchar Piemontu:
- 2009

Mistrzostwa Europy:
- 2009

Igrzyska Europejskie:
- 2015

## Nagrody i wyróżnienia
- 2001 – Najlepsza atakująca Mistrzostw Europy kadetek
- 2002 – Najlepsza broniąca Mistrzostw Europy juniorek
- 2006 – Odkrycie Roku 2005 w plebiscycie miesięcznika „Super Volley”
- 2006 – Najskuteczniejsza zawodniczka sezonu 2005/2006
- 2007 – Najlepsza serwująca turnieju finałowego Pucharu Polski
- 2007 – Najlepsza polska atakująca 2006 roku w plebiscycie miesięcznika „Super Volley”
- 2007 – Najlepsza serwująca zawodniczka fazy zasadniczej Ligi Mistrzyń
- 2008 – Najlepsza polska przyjmująca 2007 roku w plebiscycie miesięcznika „Super Volley”
- 2008 – Najlepsza serwująca zawodniczka fazy zasadniczej Ligi Mistrzyń
- 2009 – Najlepsza polska przyjmująca 2008 roku w plebiscycie miesięcznika „Super Volley”
- 2009 – MVP turnieju finałowego Pucharu Polski
- 2009 – MVP turnieju Pucharu Piemontu
- 2010 – 9. miejsce w 75 Plebiscycie Przeglądu Sportowego na Najlepszych Sportowców Polski Roku 2009
- 2010 – MVP turnieju finałowego Mistrzostw Polski
- 2011 – Najsympatyczniejsza siatkarka według słuchaczy Radia ZET
- 2011 – 1. miejsce w Plebiscycie Siatkarskie Plusy (Siatkarka Roku 2010)
- 2013 – Najlepsza przyjmująca turnieju finałowego Pucharu CEV
- 2014 – MVP turnieju finałowego Pucharu Polski
- 2014 – MVP sezonu Mistrzostw Polski
- 2014 – MVP sezonu 2013/2014 Orlen Ligi
- 2015 – Najlepsza przyjmująca turnieju finałowego Pucharu Polski
- 2016 – Najlepsza przyjmująca turnieju finałowego Pucharu Polski